# Terrat (Simanjiro)
Terrat è una circoscrizione del distretto di Simanjiro, a circa 80 km da Arusha, in Tanzania. Vi abitano circa 14.000 persone. La popolazione è composta da Masai e il villaggio costituisce un centro commerciale importante per la zona, grazie al suo mercato (animali, abiti, utensili da cucina, ecc).